# Nazranyi járás

A Nazranyi járás Ingusföldön

A Nazranyi járás (oroszul Назрановский район, ingus nyelven Наьсарен шахьар) Oroszország egyik járása Ingusföldön. Székhelye Nazrany.

## Népesség
- 2002-ben 85 021 lakosa volt, melyből 75 078 ingus (88,3%), 9 225 csecsen (10,9%), 129 dungán, 112 orosz, 15 ukrán.
- 2010-ben 87 965 lakosa volt, melyből 86 551 ingus (98,5%).